# Беляницы (Тверская область)
Беляницы — село в Сонковском районе Тверской области. Центр Беляницкого сельского поселения.

## География
Расположено в 15 километрах к юго-западу от районного центра Сонково.

## История
С XVIII века до 1917 года Беляницы принадлежали дворянам Татищевым. В конце XVIII века в селе была полотняная фабрика. Во второй половине XIX — начале XX века село было центром Беляницкой волости и прихода Бежецкого уезда Тверской губернии. В 1920 году в селе 523 жителя.
В 1997 году — 205 хозяйств, 610 жителей; центральная усадьба колхоза «Красный Октябрь», средняя школа, детсад, Дом досуга, больница, отделение связи, магазин.

## Население
| 1859 | 2002 | 2010 |
| ---- | ---- | ---- |
| 395  | ↗582 | ↘564 |

Население по переписи 2002 года — 582 человека, 284 мужчины, 298 женщин.

## Достопримечательности
Сохранилась Троицкая церковь (1867); остатки усадебного парка (2-я половина XIX века).